# Droga wojewódzka nr 728
Droga wojewódzka nr 728 (DW728) – droga wojewódzka w województwach: mazowieckim, łódzkim i świętokrzyskim o długości 158 km, łącząca Grójec z DK78 w Jędrzejowie. Droga przebiega przez powiaty: grójecki, opoczyński, przysuski, konecki, kielecki i jędrzejowski. Droga ta najprawdopodobniej była fragmentem dawnego traktu Warszawa-Kraków.

## Miejscowości leżące przy trasie DW728
- Grójec
- Mogielnica
- Nowe Miasto nad Pilicą
- Odrzywół
- Żardki
- Drzewica
- Końskie
- Radoszyce
- Łopuszno
- Małogoszcz
- Jędrzejów